# Uromyces alopecuri
Uromyces alopecuri är en svampart som beskrevs av Seym. 1889. Uromyces alopecuri ingår i släktet Uromyces och familjen Pucciniaceae.   Inga underarter finns listade i Catalogue of Life.